# High (chanson de The Cure)
Pour les articles homonymes, voir High.
Singles de The Cure
Close to Me (remix)
(1990) Friday I'm in Love
(1992)
Clip vidéo
[vidéo] « High », sur YouTube
Pistes de Wish
Open Apart
High est une chanson du groupe britannique The Cure figurant sur l'album Wish et sortie en single le 16 mars 1992.

## Contenu du single
Le titre inédit This Twilight Garden apparaît en face B. Le maxi, en support vinyle ou CD, contient une chanson inédite supplémentaire, Play et offre un remix de High (Higher Mix).
Un autre remix de High, le Trip Mix, figure sur un maxi 45 tours en vinyle transparent sorti en édition limitée avec en face B le titre Open, extrait de l'album Wish, également remixé (Fix Mix).
Le journal britannique The Guardian a classé en 2015 la chanson This Twilight Garden parmi les dix meilleures de The Cure. Elle fait aussi partie des faces b préférées de Robert Smith, et selon lui il s'agit de l'une des meilleures chansons d'amour que le groupe ait faite.
45 tours, CD single et cassette
1. High - 3:34
2. This Twilight Garden - 4:43

CD single (États-Unis)
1. High - 3:34
2. Open (Fix Mix) - 7:04

Maxi 45 tours
1. High (Higher Mix) - 7:13
2. This Twilight Garden - 4:43
3. Play - 4:36

CD maxi
1. High - 3:34
2. This Twilight Garden - 4:43
3. Play - 4:36
4. High (Higher Mix) - 7:13

Maxi 45 tours édition limitée
1. High (Trip Mix) - 3:28
2. Open (Fix Mix) - 7:04

## Clip
Le clip est réalisé par Tim Pope.

## Classements hebdomadaires
| Classement (1992)                      | Meilleure place |
| -------------------------------------- | --------------- |
| Allemagne (GfK Entertainment)          | 14              |
| Australie (ARIA)                       | 5               |
| Autriche (Ö3 Austria Top 40)           | 27              |
| Belgique (Flandre Ultratop 50 Singles) | 21              |
| Canada (RPM Top Singles)               | 41              |
| Espagne (AFYVE)                        | 19              |
| États-Unis (Billboard Hot 100)         | 42              |
| États-Unis (Alternative Songs)         | 1               |
| France (SNEP)                          | 11              |
| Irlande (Irish Singles Chart)          | 6               |
| Italie (FIMI)                          | 5               |
| Nouvelle-Zélande (RMNZ)                | 4               |
| Pays-Bas (Nederlandse Top 40)          | 35              |
| Pays-Bas (Single Top 100)              | 37              |
| Royaume-Uni (UK Singles Chart)         | 8               |
| Suède (Sverigetopplistan)              | 18              |
| Suisse (Schweizer Hitparade)           | 14              |